# Kateretidae
Kateretidae là một họ bọ Cánh cứng trong phân bộ Polyphaga.

## Hình ảnh

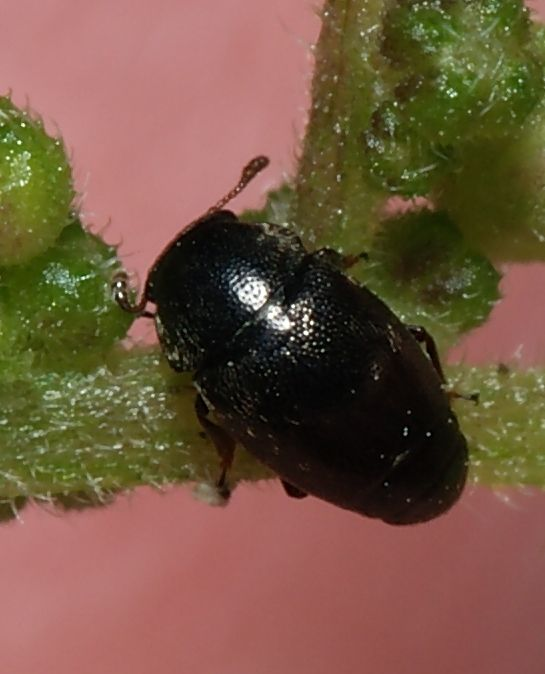
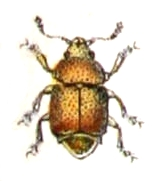
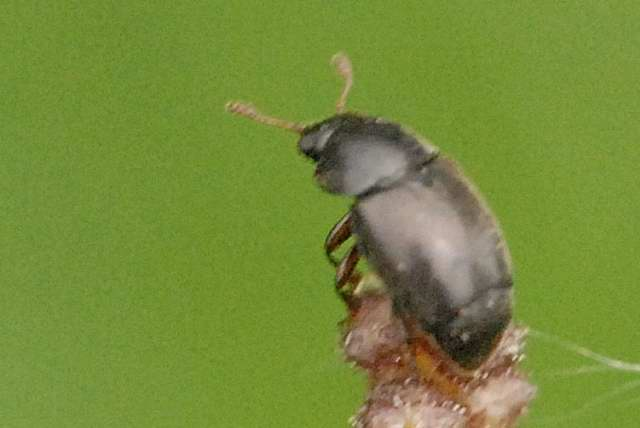